# 喬治·瑞斯曼
喬治·瑞斯曼（英語：George Reisman，1937年1月13日—）是一位美国经济学家。

## 生平
瑞斯曼生於紐約市，並且就讀了紐約大學，在路德維希·馮·米塞斯的指導下，取得了博士學位。瑞斯曼是堅定支持自由放任資本主義的自由市場經濟學家。后担任美國佩珀代因大學的經濟學教授和學者。在1996年曾寫下了高達1,050頁的《資本主義》一書。更早時他也寫下The Government Against the Economy（1979）一書，之中許多內容都被《資本主義》一書重新出版。
在《資本主義》一書中，瑞斯曼試圖綜合來自英國的古典經濟學與奧地利經濟學派的經濟理論，整合了包括亞當·斯密、大衛·李嘉圖、約翰·斯圖爾特·密爾以及奧地利學派的歐根·博姆-巴維克、卡爾·門格爾、路德維希·馮·米塞斯等人的理論。
瑞斯曼是艾茵·蘭德的友人，蘭德對他的影響就有如米塞斯一般巨大，瑞斯曼也自認為是一個客觀主義者。不過到了後來，由於與艾茵·蘭德協會裡的一些成員的爭執，瑞斯曼不再與協會裡的成員往來了。

## 外部連結
- 瑞斯曼博士的網頁（页面存档备份，存于）
- Capitalism: A Treatise on Economics（页面存档备份，存于）
- 瑞斯曼博士的部落格
- 個人資料